# Ревтов, Сергей Сергеевич
Серге́й Серге́евич Ре́втов (род. 27 февраля 1976, Москва) — советский и российский композитор, певец и музыкальный продюсер, совладелец звукозаписывающей компании «Music Records Company». Автор музыки и слов более чем к 500 песен для российских и даже зарубежных исполнителей. Лауреат и обладатель 25-ти премий «Песня года», «Новые песни о главном», обладатель 6-ти премий «Золотой граммофон», 18-ти премий «Шансон Года». 2-х кратный обладатель Золотого и Платинового диска международной категории. В 2010 году выступил автором и продюсером альбома «Strong» для Томаса Андерса из группы «Modern Talking». Альбом стал дважды золотым, а спустя несколько месяцев — дважды платиновым.

## Биография
Сергей Ревтов Родился в Москве. Мать — преподаватель русского языка, отец — офицер. Часто бывал в Одессе в гостях у бабушки и дедушки, где занимался музыкой. Учился в Одессе в школе имени Столярского по классу скрипки и фортепиано. Вернувшись в Москву, в течение 7 лет учился во французской спецшколе, участвовал в школьной самодеятельности.
В возрасте 10 лет на Гостелерадио был утверждён ведущим программы «Пионерская зорька». Принимал участие в создании детских радиоспектаклей.
Параллельно работал диктором на центральном радио и телевидении, был солистом хора имени Попова, снимался в фильме «Бункер» (главная роль — ливанский мальчик), учился в музыкальной школе по классу фортепиано, а также озвучивал фильмы на киностудии имени Горького (художественный фильм «Музыкальная смена»).
В 13 лет стал актёром детского театра под руководством Юрия Шерлинга, затем поступил в театральную школу при училище имени Щепкина. С 18 до 20 лет обучался в военном университете в Москве, где и проходил службу в армии.
В юном возрасте стал солистом группы «Коктейль», через 4 года начал сотрудничество с группой «Лазурный берег» также в качестве солиста.
С 2004 года пишет музыку и слова для популярных исполнителей, многие его песни занимали первые строчки хит-парадов «Русского радио», «Хит FM», «Европы плюс», отмечались наградами «Песня года» (2007, 2008, 2009, 2011–15 гг.), «Новые песни о главном» (2007–08 гг.), «Золотой граммофон», «MTV Music Awards−2008».
В 2004 году стал совладельцем звукозаписывающей студии Music Records Company.
В 2012 году принял участие во втором сезоне телевизионного шоу «Фактор А» на телеканале «Россия-1», занял 4 место.

## Список песен
Широкую известность получили такие работы композитора, как:
- Томас Андерс — все песни альбома «Strong»
- Григорий Лепс — «Старый чёрт», «Она меня балует»
- Филипп Киркоров — «Галки», «От любви о любви», «Слухи», «Черная пантера»
- Кристина Орбакайте — «Московская осень», «В жизни как в кино»
- Дима Билан — «Часы», «В западне»
- Валерия — «Формула счастья», «Теряю сознание»
- Катя Лель — «Пусть говорят», «Придумала», «Я не она», «Мужчина и женщина»
- Хор Турецкого — «Улыбка Бога радуга»
- Филипп Киркоров и Маша Распутина — «Прощай»
- Жанна Фриске — «Жанна Фриске»
- Николай Расторгуев — «Последнее письмо»
- Жасмин — «Руки в рукава» (стихи Сергея Ревтова), «Как ты мне нужен», «Первый близкий», «Боль», «Сильней огня»
- Митя Фомин — «Не манекен»
- Максим Галкин — «Два пролёта»
- Слава — «Однолюб», «Слёз умытая печаль»,«Сто озер и пять морей», «В сердце бьет молния»
- Стас Пьеха — «Зелёный омут»
- Анастасия Стоцкая — «Последний шаг»
- Рада Рай — «Не суди меня, любимый»
- Саша Project — «Белое платье», «Говорила мама»
- Николай Басков — «Ты сердце мое разбила», «Два венца на карете»
- Стас Михайлов — «Нас обрекла любовь на счастье», «Я знаю ты горазда»
- Дима Билан, Лариса Долина, Николай Басков, Юлианна Караулова — «Ночь счастливых надежд»
- А-Студио — «Только с тобой»
- Александр Панайотов — «Ночь на облаках»
- Авраам Руссо — «Мои чувства кружева»
- Елена Север — «Схожу с ума»
- Шпильки — «Ой, девки»
- Александр Иванов и группа «Рондо» — «Забытая», «Песня про любовь»
- Хабиб — «Рубашка красная»
- Татьяна Буланова — «Мама моя милая»
- Юлия Михальчик — «Любовь-сирота»
- Мария Зайцева и Зомб — «Манжерок»

Также у Сергея Ревтова есть собственная песня «Дом убит» на стихи Михаила Гуцериева.